# بروس ويتز
بروس ويتز (بالإنجليزية: Bruce Weitz)‏ هو ممثل أمريكي، ولد في 27 مايو 1943 بنوروولك في الولايات المتحدة.

## أعمال

### أفلام
- (1998) ديب إمباكت[4][5][6]
- (2002) نصف ميت
- (2007) نصف ميت 2

### مسلسلات
- باتمان
- تشريح غراي
- جاغ

## وصلات خارجية
- بروس ويتز على موقع IMDb (الإنجليزية)
- بروس ويتز على موقع ألو سيني (الفرنسية)
- بروس ويتز على موقع أول موفي (الإنجليزية)
- بروس ويتز على موقع قاعدة بيانات برودواي على الإنترنت (الإنجليزية)
- بروس ويتز على موقع قاعدة بيانات الأفلام السويدية (السويدية)
- بروس ويتز على موقع إن إن دي بي (الإنجليزية)
- بروس ويتز على موقع قاعدة بيانات الفيلم (الإنجليزية)
- بروس ويتز على موقع كينوبويسك (الروسية)